# Repressalie
Repressalier (at tage hævn), kan være et tvangsmiddel eller gengældelsesforanstaltninger mod en stats folkeretsstridige handling, bestående i en ellers uretmæssig handling fra den forurettede stats side.

## Eksempler
- Israels gengældelsesaktioner over Hamas raket- og bombeangreb mod israelsk område.
- Han hævnede mordet på sin søster.

 Der er for få eller ingen kildehenvisninger i denne artikel, hvilket er et problem. Du kan hjælpe ved at angive troværdige kilder til de påstande, som fremføres i artiklen.